# Triniochloa laxa
Triniochloa laxa är en gräsart som beskrevs av Albert Spear Hitchcock. Triniochloa laxa ingår i släktet Triniochloa och familjen gräs. Inga underarter finns listade i Catalogue of Life.